# Riccardo Di Segni

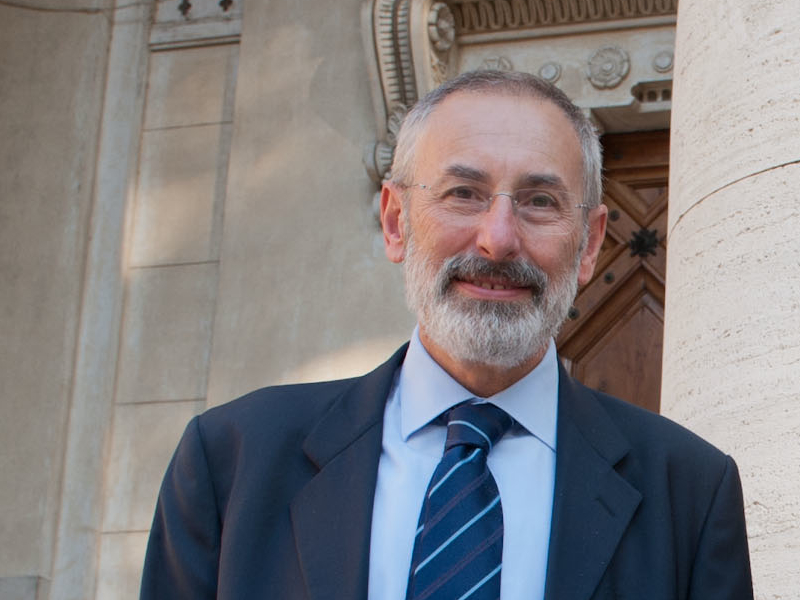
Riccardo Di Segni, 2011

Riccardo Shemuel Di Segni (Roma, 13 de noviembre de 1949) es un médico y rabino italiano, rabino mayor de Roma desde 2001 sucediendo a Elio Toaff.

## Biografía
Perteneciente a una familia de tres generaciones de rabinos, su madre es ashkenazí y su padre, judío rumano.
Estudió radiología, profesión que ejerció en el Hospital San Giovanni hasta 2014, y terminó sus estudios como rabino en 1973 en el Collegio Rabbinico Italiano di Roma.